# Gerd Althoff

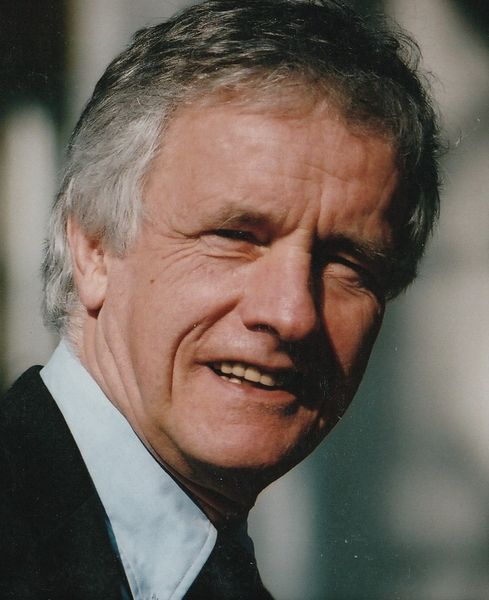
Gerd Althoff, aufgenommen von Werner Maleczek im Jahr 2005.

Gerhard „Gerd“ Althoff (* 9. Juli 1943 in Hamburg) ist ein deutscher Historiker, der zur Geschichte des frühen und hohen Mittelalters forscht.
Er hatte Professuren für Mittelalterliche Geschichte an den Universitäten Münster (1986–1990), Gießen (1990–1995) und Bonn (1995–1997) und von 1997 bis 2011 wieder in Münster. Von kaum einem anderen Historiker wurde die Ottonenzeit so intensiv erforscht wie von Althoff. Eine besonders fruchtbare Zusammenarbeit ergab sich mit seinem Münsteraner Kollegen Hagen Keller. Althoff und Keller haben mit ihren Arbeiten entscheidend zum Ansehen Münsters in der internationalen Mediävistik beigetragen. Althoffs Forschungen über die Funktionsweisen mittelalterlicher Staatlichkeit, zu den Formen öffentlicher Kommunikation, den Gruppenbindungen sowie der Konfliktbewältigung im Mittelalter üben seit den 1980er Jahren erheblichen Einfluss auf die deutsche und internationale Mediävistik aus und führten zu einer Neubeurteilung der früh- und hochmittelalterlichen Königsherrschaft.

## Leben
Gerd (eigentlich Gerhard) Althoff wurde 1943 in Hamburg geboren und wuchs im Münsterland auf. Er legte 1963 das Abitur am Amtsgymnasium in Ibbenbüren ab und studierte von 1965 bis 1970 Geschichte und Germanistik an den Universitäten Münster und Heidelberg. Die Beschäftigung mit Geschichte hatte als Ursachen seinen lebensweltlichen Hintergrund in der 68er-Zeit und in der Auseinandersetzung mit der Vätergeneration und ihrer jüngeren Vergangenheit. Althoff begann seine wissenschaftliche Laufbahn in Münster im Projekt „Personen und Gemeinschaften“, das Karl Schmid im Sonderforschungsbereich 7 „Mittelalterforschung“ leitete. Seine erste wissenschaftliche Veröffentlichung behandelte eine Prümer Mönchsliste im Liber Aureus („goldenes Buch“) und erschien 1973 in den Frühmittelalterlichen Studien. Ein Jahr später wurde er in Münster bei Schmid mit einer Arbeit über das Nekrolog des westfälischen Frauenklosters Borghorst promoviert.
Für die nächsten sechs Jahre arbeitete er als Wissenschaftlicher Assistent an der Universität Freiburg im Breisgau, wo er sich 1981 mit der Arbeit Adels- und Königsfamilien im Spiegel ihrer Memorialüberlieferung habilitierte. 1986 wurde Althoff als Nachfolger von Peter Johanek auf eine Professur für mittelalterliche Geschichte an die Universität Münster berufen. 1990 wechselte er als Nachfolger von Carlrichard Brühl auf den Lehrstuhl für Mittelalterliche und Neuere Geschichte nach Gießen. Dort war Althoff von 1991 bis 1995 Mitinitiator und Betreuer des Graduiertenkollegs „Mittelalterliche und Neuzeitliche Staatlichkeit“. An der Universität Gießen war er 1992 Geschäftsführender Direktor des Historischen Instituts und 1993/94 Dekan des Fachbereichs Geschichte. 1995 wurde Althoff Nachfolger von Rudolf Schieffer als Professor für das Fach Mittelalterliche und Neuere Geschichte an der Universität Bonn. Dort hielt er im Dezember 1995 seine Antrittsvorlesung über Empörung, Tränen, Zerknirschung. ‘Emotionen’ in der öffentlichen Kommunikation des Mittelalters. In Bonn war er 1996 Geschäftsführender Direktor des Historischen Seminars. Im Sommersemester 1997 kehrte er als Nachfolger von Joachim Wollasch auf die Professur für Mittelalterliche Geschichte nach Münster zurück. Seine Antrittsvorlesung hielt Althoff über die Bedeutung von symbolischer Kommunikation für das Verständnis des Mittelalters. 1998/99 war er Geschäftsführender Direktor des Historischen Seminars der Universität Münster. 2011 wurde er dort emeritiert. In seiner Abschiedsvorlesung sprach Althoff über „Das hochmittelalterliche Königtum“. Zu seinen akademischen Schülern zählen unter anderem die heutigen Professoren Claudia Garnier, Hermann Kamp, Steffen Krieb und Christiane Witthöft. Sein Nachfolger in Münster wurde 2011 Wolfram Drews. Althoff hatte Gastprofessuren an der University of California, Berkeley (1995), der École des Hautes Études en Sciences Sociales (EHESS) in Paris (1998) und der Lomonossow-Universität in Moskau (2011). An den Ausstellungen „Goldene Pracht. Mittelalterliche Schatzkunst in Westfalen“ in Münster und „Spektakel der Macht“ in Magdeburg war er maßgeblich beteiligt. Althoff war für die Zeit vom 1. November 2015 bis 31. Oktober 2016 als Seniorprofessor an der Universität Münster tätig.
Für seine Leistungen erhielt Althoff 2005 den mit 30.000 Euro dotierten Forschungspreis der Universität Münster. Dort nahm Althoff zahlreiche wissenschaftsorganisatorische Tätigkeiten wahr. 1997 wurde er Direktor des Instituts für Frühmittelalterforschung in Münster. Althoff war langjähriger Herausgeber (2001–2011) und ist Mitherausgeber (1998–2001; seit 2012) der Frühmittelalterlichen Studien. Er war außerdem von 1988 bis 1991 Projektleiter des Sonderforschungsbereichs 231 (SFB) „Träger, Felder, Formen pragmatischer Schriftlichkeit im Mittelalter“ und wurde 1997 Betreuer des Graduiertenkollegs „Schriftkultur und Gesellschaft im Mittelalter“. Von 1991 bis 1998 war er Fachgutachter der Deutschen Forschungsgemeinschaft (DFG) und von 1997 bis 2003 Mitinitiator und Sprecher des SFB „Symbolische Kommunikation und gesellschaftliche Wertesysteme vom Mittelalter bis zur Französischen Revolution“, bei dem er selbst das Teilprojekt „Konflikt- und Friedensrituale im Spätmittelalter“ leitete. Von 2007 bis 2011 war Althoff Sprecher des Exzellenzclusters „Religion und Politik in den Kulturen der Vormoderne“. Er ist Mitglied im Mediävistischen Arbeitskreis der Herzog August Bibliothek in Wolfenbüttel (seit 1999), der Vereinigung für Verfassungsgeschichte, im Konstanzer Arbeitskreis für mittelalterliche Geschichte (seit 1993) sowie ordentliches Mitglied in der Historischen Kommission für Westfalen (seit 2003). Im Juli 2008 wurde ihm in Münster anlässlich seines 65. Geburtstages ein internationales Kolloquium („Spielregeln, Gewohnheiten und Konventionen im Mittelalter“) gewidmet. Die Beiträge sind 2010 in einer Festschrift erschienen. Im Jahr 2022 erhielt er den Eike-von-Repgow-Preis der Stadt Magdeburg.

## Forschungsschwerpunkte
Seine Forschungsschwerpunkte sind die Funktionsweisen mittelalterlicher Staatlichkeit, die Konfliktführung und -beilegung im Mittelalter, die Formen und Rahmenbedingungen öffentlicher Kommunikation (so genannte symbolische Kommunikation) sowie die Gruppenbindungen. Seine zahlreichen Aufsätze seit den 1980er Jahren zu diesen Forschungsschwerpunkten wurden von der Wissenschaftlichen Buchgesellschaft in zwei Sammelbänden (1997: Spielregeln der Politik im Mittelalter. Kommunikation in Frieden und Fehde und 2003: Inszenierte Herrschaft. Geschichtsschreibung und politisches Handeln im Mittelalter) veröffentlicht. Zu Standardwerken wurden seine zahlreichen Studien über die Ottonen- und Salierzeit sowie die Darstellungen Verwandte, Freunde und Getreue und Die Macht der Rituale. Ein besonders fruchtbarer Austausch fand bei den Themen ottonische Geschichtsschreibung, Gruppenverhalten und Staatlichkeit mit seinem Münsteraner Kollegen Hagen Keller statt. 1985 verfasste Althoff zusammen mit Keller eine Doppelbiographie der beiden ersten ottonischen Herrscher Heinrich I. und Otto der Große. Sie konnten herausarbeiten, dass Heinrich seine Herrschaft mit Hilfe von Freundschaftsbündnissen (amicitiae) festigte. Abweichend von der älteren Auffassung deuteten Althoff und Keller Heinrichs Salbungsverzicht nicht mehr als kirchenfeindlichen Zug, sondern als Verzicht auf wesentliche Prärogative des Königtums, um die Königsherrschaft gegenüber dem Adel zu konsolidieren. Auch das anachronistische Deutungsmodell von einer starken und machtvollen Königsgewalt gegenüber dem widerspenstigen Adel wurde überwunden. Heinrich I. und Otto I. waren für Althoff und Keller nicht mehr Symbole für Deutschlands frühe Macht und Größe, sondern eher ferne Repräsentanten einer archaischen Gesellschaft. Althoff legte 1996 zu dem Ottonen Otto III. und 2006 zu dem Salier Heinrich IV. eine Biographie vor. Beide Biographien gelten als Standardwerke. Althoff initiierte 2006 eine Frühjahrstagung des Konstanzer Arbeitskreises auf der Insel Reichenau zum 900. Todesjahr Heinrichs IV. Dabei standen bei den Referenten – unter anderem Tilman Struve, Rudolf Schieffer, Steffen Patzold, Claudia Zey, Matthias Becher und Stefan Weinfurter – die vielen Vorwürfe gegen Heinrich im Mittelpunkt der Diskussion. Althoff ist zusammen mit Keller der Verfasser des Bandes zur Zeit der Spätkarolinger und Ottonen der 2008 erschienenen Ausgabe im „Gebhardt“, dem grundlegenden Handbuch zur deutschen Geschichte. Ihr erklärtes Ziel mit dem dritten Band des neuen „Gebhardt“ ist eine „grundlegende Revision des überkommenden Geschichtsbildes“, also die „Entnationalisierung des Bildes vom ottonischen Reich“. Bereits acht Jahre zuvor hatte Althoff eine Überblicksdarstellung zu den Ottonen geliefert.
Im Jahr 2011 legte Althoff zusammen mit Christel Meier eine Darstellung über die Ironie im Mittelalter vor. Sie leisteten mit ihren Forschungen über dieses Thema einen „Neuanfang für zukünftige Forschung“. Im Rahmen des Exzellenzclusters „Religion und Politik in den Kulturen der Vormoderne und der Moderne“ veröffentlichte Althoff 2013 die Studie Selig sind, die Verfolgung ausüben über Päpste und Gewalt im Hochmittelalter. Die Päpste haben nach Althoffs Forschungen eigene Theorien zur Rechtfertigung von Gewalt entwickelt, um auf diese Weise die Geltungsansprüche auf Vorrang in der Welt zu rechtfertigen. Dabei rückte die Frage des Gehorsams als neue Leitkategorie in den Vordergrund. Ungehorsam wurde als Häresie angesehen, gegen die man mit Gewalt vorgehen durfte. Die Resonanz auf dieses Buch fiel vor allem wegen des Aktualitätsbezuges, des ideengeschichtlichen Ansatzes und der quellenbasierten Argumentationsstruktur weitgehend positiv aus.
Auf der Grundlage seiner Forschungen zu den politischen Spielregeln, Ritualen und der symbolischen Kommunikation legte Althoff 2016 eine systematische Darstellung der politischen Beratung des mittelalterlichen Königs und der Funktion herrscherlicher Berater vor. Die Mittelalterforschung hatte der Beratung des mittelalterlichen Königs durch Mitglieder seines Herrschaftsverbandes bis dahin wenig Beachtung geschenkt. Nach Althoff eröffnete die Beratung eine Form der Partizipation, die der herrscherlichen Willkür Grenzen setzte. Als Ergebnis für die Praxis der Beratung in der deutschen Geschichte des 9. bis 12. Jahrhunderts konstatierte Althoff eine Entwicklung von der „gelenkten Konsensherstellung“ unter Karl dem Großen hin zu einem „gestiegenen Stellenwert der Partizipation von Kirche und Adel“.

### Gruppenbindungen

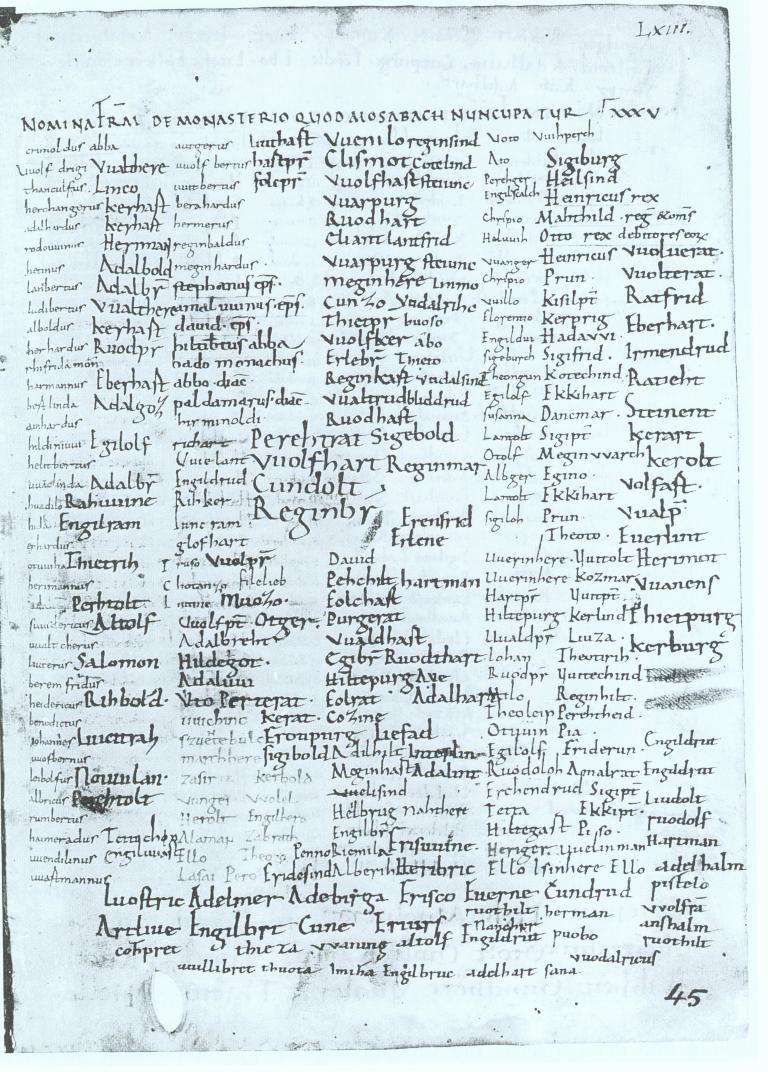
Namenseinträge König Heinrichs I. und seiner Familie von 929 im Reichenauer Verbrüderungsbuch. In der zweiten Spalte rechts steht unter Heinricus rex seine Gemahlin Mathild[a] reg[ina], dann ihr ältester Sohn Otto I. schon mit Königstitel (Otto rex).

Ausgangspunkt von Althoffs Arbeiten sind die Forschungen von Gerd Tellenbach und seinen Schülern in Freiburg, dem sogenannten „Freiburger Arbeitskreis“. In den 1950er Jahren erkannte Tellenbach, dass Eintragungen in den Verbrüderungs- und Gedenkbüchern des frühen Mittelalters gruppenweise erfolgten. Durch die Memorialüberlieferung (Gedenkbücher, Nekrologien und Totenannalen) konnten für die Zeit vom 8. bis 10. Jahrhundert bedeutsame Quellen für die Geschichte des Adels und für die Familienforschung erschlossen werden. Die Personennamensforschung entwickelte sich zu einem der größten Projekte in der Mediävistik. Die Schüler Tellenbachs Karl Schmid und Joachim Wollasch setzten diese Forschungen fort. 1981/1982 untersuchte Althoff mit seinem Lehrer Karl Schmid im Rahmen des von ihm geleiteten Forschungsprojektes „Gruppenbildung und Gruppenbewusstsein im Mittelalter“ die Namenseinträge im Gedenkbuch des Klosters Reichenau und verglich sie mit denen der Klöster St. Gallen, Fulda und des Frauenklosters Remiremont in Lothringen. Angehörige der Führungsschichten hatten verstärkt die Namen ihrer Verwandten und Freunde in die Gebetshilfe mehrerer Klöster eingetragen. Solche Zusammenschlüsse waren auf familiären friedlichen Zusammenhalt und auf gegenseitige Unterstützung der Gruppenmitglieder ausgerichtet. Die Eintragungen im 825 angelegten Reichenauer Gedenkbuch nahmen ab 929 deutlich zu und fielen mit dem Tod des ostfränkisch-deutschen Königs Heinrich 936 schlagartig wieder ab. In ähnlicher Form fanden sich die gruppierten Namenseinträge auch in den Gedenkbüchern von St. Gallen und Remiremont und in den Totenannalen des Klosters Fulda. Althoff stellte einen Zusammenhang her zwischen der Intensivierung des Gebetsgedenkens und den von Heinrich mit den Großen geschlossenen Bündnissen. Heinrich I. habe demnach im 10. Jahrhundert seine Königsherrschaft durch Amicitia-Bündnisse mit den Herzögen zu konsolidieren versucht. Sein Sohn Otto I. habe diese wechselseitig bindenden Bündnisse (pacta mutua) mit den Großen seines Reiches aufgegeben und dadurch Konflikte erzeugt. Diese Einsichten fanden Eingang in die 1985 veröffentlichte Biographie Heinrichs I. und Ottos des Großen. Die Ausführungen über geschlossene Freundschaftsbündnisse und Schwureinungen brachten einen erheblichen Erkenntnisgewinn und haben sich in der Forschung zu Heinrich I. durchgesetzt.
Einen Mönch mit dem Namen Widukind, der als „Dominator Widukind“ im Verbrüderungsbuch des Bodenseeklosters auf der Reichenau verzeichnet ist, identifizierte Althoff in einem 1983 veröffentlichten Aufsatz als den 785 getauften Sachsenherzog Widukind. Karl der Große habe demnach Widukind als Mönch auf die Insel Reichenau verbannt. Diese Annahme ist in der Forschung umstritten. Althoff wirkte außerdem an großen Editionsprojekten der Memorialquellen mit. Dabei legte er zusammen mit Joachim Wollasch die Ausgabe der Totenbücher von Merseburg, Magdeburg und Lüneburg vor. Die Arbeiten an der Edition der Totenbücher bündelte Althoff 1984 in seiner Habilitationsschrift Adels- und Königsfamilien im Spiegel ihrer Memorialüberlieferung. Er konnte anhand der sächsischen Nekrologien, die in den ottonischen und billungischen Hausklöstern (Lüneburg und Merseburg) geführt wurden, die verwandtschaftlichen und freundschaftlichen Bündnisbeziehungen identifizieren, die diese Adels- und Königsfamilien untereinander unterhielten. Dabei identifizierte Althoff im Nekrolog von St. Michael in Lüneburg und dem Merseburger Totenbuch drei Päpste, 190 Erzbischöfe und Bischöfe, 92 Äbte und Äbtissinnen, 51 Könige und Königinnen, 47 Herzöge und Angehörige von Herzogsfamilien, 182 Grafen und Gräfinnen. Die Aussagekraft der Memorialüberlieferung wurde von Johannes Fried vorsichtig hinterfragt und von Hartmut Hoffmann völlig abgelehnt, woraufhin Althoff und Wollasch mit einer Entgegnung auf Hoffmann reagierten.
Den Ertrag der Forschungen über Gruppenbildung und Gruppenbewusstsein im 10. Jahrhundert veröffentlichte Althoff 1990 (Verwandte, Freunde und Getreue) und 1992 (Amicitiae und Pacta) in Studien. Er konnte zeigen, dass Bindungen verwandtschaftlicher und freundschaftlich-genossenschaftlicher Art unter den Adligen höherrangig waren als die Bindung an den Herrscher. Die Pflichten gegenüber dem König traten zurück. Die Bindungen wurden durch eine Schwureinung (coniuratio) noch weiter gefestigt. Als überholt galt mit diesen Einsichten das unter dem Einfluss des Nationalsozialismus von Otto Brunner und Theodor Mayer gezeichnete Bild eines Personenverbandsstaates, der auf Treue und einem Gefolgschaftsgedanken gegenüber einem Führer basiert habe. Die Einschreibungswellen in die Gedenkbücher der Klöster zur Zeit Heinrichs I. konnte Althoff auch mit den Maßnahmen zur Abwehr der Ungarn in Zusammenhang bringen. Der in der älteren Forschung oft als kirchenfern dargestellte Heinrich bediente sich somit für seinen Abwehrkampf gegen die Ungarn auch religiöser und geistlicher Mittel. Die Einschreibungen sind nicht auf Sachsen oder Franken beschränkt. Althoffs Einsichten haben hohe Bedeutung für die Frage nach der Struktur des Reiches im 10. Jahrhundert. Die Erkenntnisse aus der Auswertung der Memorialquellen brachten ein völlig neues Verständnis der Bindungen und Kontakte zwischen Adel, Kirche und König. Der älteren verfassungsgeschichtlich orientierten Forschung waren diese Einsichten bis dahin unbekannt gewesen. Durch die Erkenntnisse aus den Memorialquellen wurden aber auch Aussagen der ottonischen Geschichtsschreibung aus dem 10. Jahrhundert besser verständlich, oder es wurden neue Fragen an die historiographischen Quellen gestellt. Mit diesen Befunden setzte eine erneute Lektüre der ottonischen Überlieferung ein und es rückten neue Aspekte in den Vordergrund.
Seit 1980 erweiterte Althoff seine Fragestellungen über die Gruppenbindungen hinaus. Als wesentlicher Aufsatz gilt die 1982 veröffentlichte Studie Zur Frage nach der Organisation sächsischer coniurationes in der Ottonenzeit. Dort konnte Althoff zeigen, dass die Teilnehmer am Liudolfingischen Aufstand 953/54 höchsten Adelskreisen angehörten und mit der Königsfamilie versippt waren. Diese Adelsgruppen waren in einer Bruderschaft oder Gilde organisiert und hatten ein gemeinsames Totengedenken und Ritualmahle (convivia) als Ausgangspunkt bewaffneter Aktionen gegen den König. Die Erkenntnisse dieser Studie waren entscheidend für die weiteren Forschungen zum Konfliktverhalten, zur Gewaltanwendung und den Unterwerfungsritualen. Aufsätze über den friedensstiftenden Charakter des Mahles, die Formen politischer Beratung, „Fest und Bündnis“ und die Begriffe „Huld“ oder „Genugtuung“ setzten die Forschungen über die politische Verhaltensgeschichte von Gruppen fort. Sie waren von Fragen der Konfliktforschung angeregt worden.

### Konfliktführung
Die ältere Forschung war besonders auf die Königsgerichte konzentriert. Nach dieser Perspektive wurden Konflikte vorrangig durch Gerichtsurteile beigelegt. Heinrich Mitteis forschte 1927 nach den „Rechtsnormen“, mit denen die „politischen Prozesse“ vor dem Königsgericht des 10. bis 12. Jahrhunderts geführt worden seien. Besonders amerikanische Mediävisten erkannten seit den 1970er Jahren, dass sich Konflikte erst mit sozialwissenschaftlichen und kulturhistorischen Fragestellungen und weniger mit rechtsgeschichtlichen Ansätzen angemessen beurteilen lassen. Sie verstanden Konflikte als Veränderungen in einem sozialen Beziehungsgeflecht. Dementsprechend wurden Konflikte nicht mehr auf juristischer, sondern auf sozialer Ebene untersucht. Bei den kulturgeschichtlichen Ansätzen rückten Rituale, Gesten und Zeremonien in den Vordergrund. Außerdem wurde die Bedeutung der Schriftlichkeit für die Konfliktführung hinterfragt.
Seit den 1980er Jahren erforschte in der deutschsprachigen Mediävistik besonders Althoff die mittelalterliche Konfliktführung und Konfliktbeilegung. Er folgte der angelsächsischen Auffassung, dass der gütlichen und außergerichtlichen Führung und Beilegung von Konflikten hohe Bedeutung zukommt und Gesten, Rituale und Zeremonien eine wichtige Rolle spielen. Er entwickelte seine Fragen aber im Zusammenhang mit der mittelalterlichen Staatlichkeit. Althoff und Keller betonen die Unmöglichkeit, das Ottonenreich mit den Kategorien moderner Staatlichkeit zu beschreiben, da die ottonische Herrschaft zumindest weitgehend ohne Schriftlichkeit, ohne Institutionen, ohne geregelte Zuständigkeiten und Instanzenzüge und nicht zuletzt ohne Gewaltmonopol auskam. Noch deutlicher als in der Karolingerzeit beruhten die Anerkennung und Stärke des Königs im 10. Jahrhundert auf personalen Grundlagen. Die Basis der Königsherrschaft war dabei der in der Begegnung mit den Großen hergestellte Konsens. Für die Führung und Beilegung von Konflikten waren vielfach öffentliche Inszenierungen, symbolische Kommunikation und Ketten ritualisierter Handlungen wirksam. Aus der besonderen Bedeutung personaler Bindungen und symbolischer Kommunikationsformen entwickelte Althoff die zugespitzte These von der ottonischen „Königsherrschaft ohne Staat“ im Gegensatz zur „karolingischen Staatlichkeit“. Althoffs Studien sollten eine Antwort auf die Frage geben, wie Herrschaft in einer Zeit ohne schriftlich fixierte Normen funktionieren konnte. Nach seinen Forschungen lassen sich Konflikte nicht mit neuzeitlichen Denkweisen anhand staatlicher Institutionen oder Gesetze erklären. Vielmehr seien in den Auseinandersetzungen des 10. und 11. Jahrhunderts ungeschriebene „Spielregeln“ des politischen Umgangs aufgetreten, die kaum weniger verbindlich gewesen seien als schriftliche Gesetze in modernen Staaten. Als wichtiger Ausgangspunkt gilt der Vortrag „Königsherrschaft und Konfliktverhalten im 10. und 11. Jahrhundert“, den Althoff in der von ihm mitgeplanten Sektion des Deutschen Historikertages 1988 in Bamberg hielt. Die dortigen Vorträge wurden 1989 in den Frühmittelalterlichen Studien veröffentlicht.

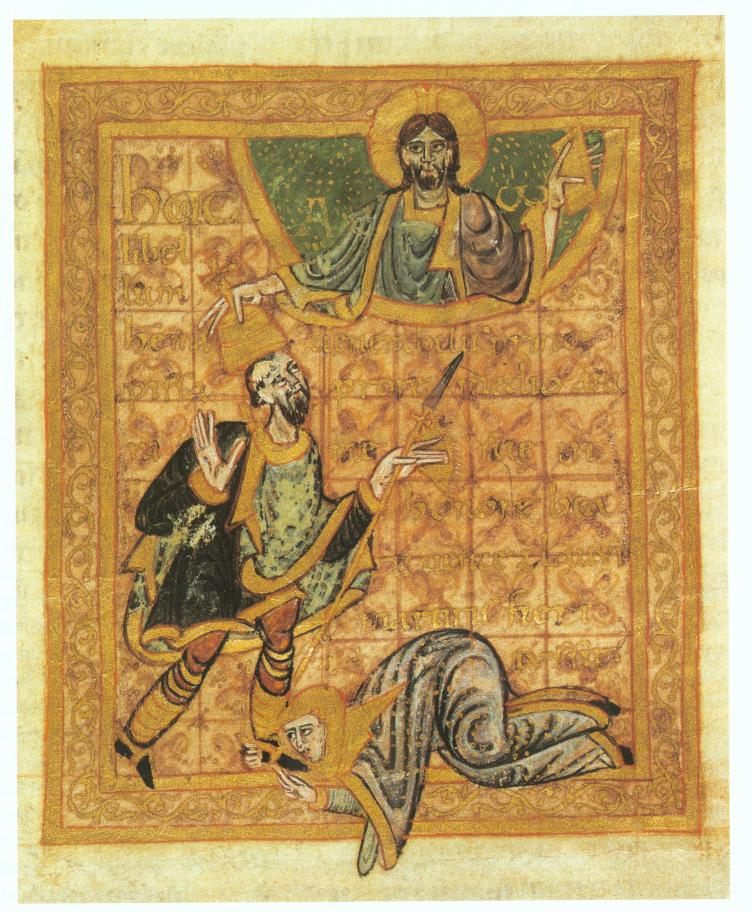
Christus setzt Wenzel die Märtyrerkrone auf. Die Darstellung zeigt Emma, die Auftraggeberin der Handschrift, in Proskynese. Sie umfasst und küsst den Fuß Wenzels. Gumpold von Mantua, Vita des hl. Wenzel (Wolfenbüttel, Herzog August Bibliothek, Cod. Guelf. 11.2 Aug. 4°, fol. 18v, 10./11. Jahrhundert).

Die Funktionsweisen von Königsherrschaft ohne staatliche Institutionen untersuchte Althoff am Verhalten von König und Adel in Konfliktsituationen. An Konflikten zwischen König und Großen werden sowohl die Ursachen für Konflikte als auch die Formen, in denen sie geführt und beigelegt wurden, deutlich. Konflikte lassen Möglichkeiten und Grenzen mittelalterlicher Königsherrschaft erkennen. Im Gegensatz zur anglo-amerikanischen Forschung untersuchte Althoff Konflikte nicht anhand von Gerichtsurkunden im hochmittelalterlichen Frankreich, in Island oder in England, sondern vorwiegend im ottonisch-salischen Reich anhand historiographischer Quellen. Althoff hat die Konzentration auf historiographische Texte damit begründet, „dass diese in den untersuchten Jahrhunderten die meisten und die detailliertesten Nachrichten über rituelles Tun liefern“. Aus den Quellen konnte Althoff ein Modell der Konfliktbeilegung herausarbeiten: Einer der Konkurrenten erklärte sich nach Bemühen von Vermittlern bereit, sich dem anderen zu unterwerfen. Dies vollzog sich in einem öffentlichen Ritual der deditio. Derjenige, der die deditio vollzog, hatte sich dem König durch symbolische Akte der Selbstdemütigung (Barfüßigkeit, Bußgewänder oder Tränen) zu Füßen zu werfen und ihm anheimzustellen, mit ihm zu tun, was er wolle. Für diese Genugtuungsleistung (satisfactio) wurde ihm Begnadigung und die Wiederaufnahme in die herrscherliche Huld verbindlich in Aussicht gestellt. Der König hob seinen Gegner vom Boden auf und verzieh ihm durch einen Kuss oder eine Umarmung. Nach kurzer symbolischer Haft erhielt er seine früheren Würden (Lehen und Ämter) zurück. Damit konnte der Sieger seine Milde demonstrativ zur Schau stellen. Diese rituellen Konfliktbeilegungsformen waren keine spontanen Akte, sondern wurden vorher durch Vermittler vertraulich abgeklärt und fest vereinbart. Die deditio war das inszenierte Ergebnis von Verhandlungen. Die Vermittler, meist einflussreiche Personen, waren bei ihren Verhandlungen nicht an Weisungen des Königs gebunden und begrenzten damit die Möglichkeiten königlicher Machtausübung im Früh- und Hochmittelalter. Sie ebneten den Konfliktparteien durch Vorschläge den Weg zu einer für beide Seiten akzeptablen Lösung. Wenn aber beispielsweise der König gegen die getroffenen Vereinbarungen verstieß, lief der Vermittler zur Gegenseite über. Als frühestes Beispiel der deditio hat Althoff die Unterwerfung Tassilos von Bayern 788 gedeutet. In der Zeit Ludwigs des Frommen ist das „voll entwickelte Ritual“ der deditio fassbar. Die deditio war in der Regel nicht beliebig wiederholbar. Wenn ein Gegner den Konflikt, nachdem er Milde und Verzeihung gefunden hatte, erneut eröffnete, dann musste er härteste Strafen erwarten. Außerdem stellte Althoff fest, dass das Ritual der deditio dem Adel vorbehalten, „ja ein Hochadelsprivileg“ gewesen sei. Kritik gegen diese Ausführungen wurde in der französischsprachigen Mediävistik von Jean-Marie Moeglin geäußert. Nach Moeglin war das Unterwerfungsritual kein Adelsprivileg, sondern in allen Schichten verbreitet.
Die Gegner des Königs aus der Führungsschicht oder seiner eigenen Familie konnten im 10. Jahrhundert auf weitgehende Schonung hoffen. Althoff legte auch mehrere Studien zur Konfliktführung im 12. und 13. Jahrhundert vor. Die politische Struktur der ottonisch-salischen Zeit unterschied sich nach Althoffs Forschungen sowohl von der im späten 8. und 9. Jahrhundert durch die Karolinger etablierten Ordnung im Frankenreich als auch von der Herrschaftsordnung der Stauferzeit im 12. und 13. Jahrhundert. Die Methoden der Bestrafung (Blendung, Verstümmelung, Einweisung in ein Kloster) aus der Karolingerzeit verschwanden weitgehend aus dem Reich. Althoff konnte erste Brüche in diesen „Spielregeln der mittelalterlichen Konfliktführung“ in spätottonischer Zeit bei Heinrich II. feststellen. Heinrich II. war nicht in gleichem Maße zur clementia (Milde) bereit, wie es die ottonischen Herrscher gegenüber ihren Feinden anscheinend gewesen sind. Die krisenhafte Zuspitzung der Konflikte in der späten Salierzeit unter Heinrich IV. und Heinrich V. führt Althoff „auf den Bruch der alten Gewohnheiten der Konfliktbeilegung“ zurück. Er begründet dies damit, „weil die Könige selbst die Regeln zu sprengen suchten, die ihrer Möglichkeit, Gegner zu bestrafen, in der Tat enge Grenzen setzten“. In der Stauferzeit stand nicht mehr die aus ottonischer Zeit bekannte Herrschertugend der Milde im Vordergrund, sondern der rigor iustitiae (Strenge der Gerechtigkeit) wurde Maßstab für die Bewertung herrscherlichen Handelns.
Althoff hatte seine „Spielregeln zur Konfliktführung“ zunächst an Konflikten zwischen dem König und seinen Großen herausgearbeitet. In weiteren Untersuchungen erkannte er zusätzliche Beispiele in den Konflikten zwischen den Großen, in den Auseinandersetzungen zwischen König und Papst und zwischen Herrschern und oberitalienischen Städten. Aus seiner Sicht handelt es sich daher um „allgemeingültige Regeln in Konfliktfällen“. Angesichts der vielfach gütlichen Konfliktbeilegung durch Vermittler muss nach Althoff auch die Sichtweise vom „waffenklirrenden und fehdefreudigen Mittelalter“ relativiert werden.

### Rituale, Zeichen und Symbole
Althoff arbeitete seit den 1980er Jahren die Bedeutung von Ritualen für die Herrschaftsordnung des Mittelalters heraus. Für Althoff stellen „die Rituale, Gesten und Spielregeln, die in ihrer Summe […] die mittelalterliche Staatlichkeit ausmachen“, den Zusammenhalt des Reiches her. Zugleich hob in der angelsächsischen Forschung aber auch Janet L. Nelson den Stellenwert von Ritualen und Zeichen für die Politik hervor. Althoff konzipierte Tagungen über Kommunikation, Rituale und Herrschaftsrepräsentation. Mit Ernst Schubert führte er im März 1994 eine Tagung des Konstanzer Arbeitskreises auf der Insel Reichenau zum Thema „Herrschaftsrepräsentation im ottonischen Sachsen“ durch. Historiker und Kunsthistoriker präsentierten auf der Tagung ihre Forschungsergebnisse zu den ottonischen Kernlanden in Sachsen sowie zu den Formen und Funktionen der Repräsentation von Herrschaft in der Ottonenzeit. Im Oktober 1996 und im März 1997 folgten Tagungen des Konstanzer Arbeitskreises über „Formen und Funktionen öffentlicher Kommunikation im Mittelalter“, die die Funktionsweisen des politischen Systems im Mittelalter erhellten. Seit Althoffs Forschungen werden die symbolischen Verhaltensweisen nicht mehr nur als anekdotische Ausschmückung in den Quellen gedeutet, sondern als wichtige Aussagen über die Funktionsweisen der mittelalterlichen Königsherrschaft (symbolische Kommunikation). Dieser Ansatz einer historischen Ritualforschung steht auch im Zusammenhang mit der in den letzten Jahrzehnten verstärkten Rezeption neuer kulturanthropologischer Ansätze in der Geschichtswissenschaft.
Seine jahrzehntelangen Forschungen bündelte Althoff 2003 im zusammenfassenden Werk Die Macht der Rituale. Symbolik und Herrschaft im Mittelalter. Bei Ritualen handle es sich „um Ketten von Handlungen, Gesten und auch Worten […], die Mustern verpflichtet sind, sie wiederholen und so einen Wiedererkennungseffekt erzielen“. Die Untersuchung war allerdings auf das fränkische bzw. römisch-deutsche Königtum begrenzt. Althoff war sich im Klaren, „wie vorläufig und ergänzungsbedürftig“ seine Ergebnisse sind. Er sah seine Forschungen als „Zwischenbilanz […] langjährigen Bemühens, die Funktionsweisen mittelalterlicher Herrschaftsordnungen adäquat zu beschreiben und zu verstehen“.
Das Frühmittelalter behandelte Althoff nur knapp. Für die Merowingerzeit nahm er eine sehr begrenzte Bedeutung der Rituale an; er sprach „von bescheidenen Anfängen“, da „die Macht der Könige […] durch die Macht der rituellen Verfahren noch kaum beschnitten“ gewesen sei. Das Treffen von Papst Stephan II. und König Pippin in Ponthion 754 wertete Althoff als „einen Meilenstein in der Entwicklung der fränkischen Ritualkultur“. Im ausgehenden 9. und 10. Jahrhundert stellte er einen höheren „Bedarf an Ritualen“ fest. Dieser habe im 10. und 11. Jahrhundert zu einer „Ausbreitung ritueller Verhaltensmuster“ geführt. Das 10. und 11. Jahrhundert machte auch den Schwerpunkt des Buches aus. Althoff beobachtete, dass das von Heinrich IV. eingeführte Ritual der königlichen Selbstdemütigung durch den Gang nach Canossa (1077) ein „ziemlich abruptes Ende“ gefunden habe. Den Vorgängen in Canossa räumte Althoff entscheidende Bedeutung ein; er stellte fest, „dass die Wirkung der Vorgänge in Canossa nachhaltig war und sich nicht zuletzt in einer Neuordnung ritueller Verhaltensmuster manifestierte, ist kaum zu bezweifeln“. Die Gründe dafür sah er darin, dass die freiwilligen Selbstdemütigungen des Königs eine Unterordnung unter die Päpste symbolisch verdeutlichen konnten; doch durch die zahlreichen Vorwürfe gegen den König, Vereinbarungen nicht einzuhalten, verloren rituelle Aussagen an Bindungskraft. Einen Einschnitt setzte Althoff im 13. Jahrhundert. Er wusste um den „fortdauernden, ja wachsenden Stellenwert […] mit dem Machtverhältnisse im Spätmittelalter und in der frühen Neuzeit in rituellen Formen zur Anschauung gebracht wurden“. Das Spätmittelalter behandelte er aus Gründen der Bearbeitbarkeit nur im Rahmen eines knappen Ausblicks. In seiner Monographie setzte er sich „drei Beweisziele“. (1) Ihm ging es insbesondere „um den Nachweis, dass in den Zeiten des Mittelalters Herrschaftsrituale 'gemacht' wurden“. Rituale wurden durch genaue Verhandlungen und Absprachen geplant und dann in der Öffentlichkeit inszeniert („Gemachtheit der Rituale“). (2) Rituale wandelten sich im Laufe der Geschichte, wenn sich die Macht- oder Rangverhältnisse änderten („Geschichtlichkeit der Rituale“). (3) Rituale übten selbst Macht aus. Sie machten Rangunterschiede in der Öffentlichkeit sichtbar und konnten ordnungsstabilisierend wirken („Macht der Rituale“). Althoffs Buch wurde in einer ausführlichen Besprechung in der Historischen Zeitschrift kritisch gesehen. Hanna Vollrath kritisierte, dass Althoff „allgemeine Wandlungen aus einem spezifischen rituellen Ereignis erklären“ möchte.
Seine zahlreichen Forschungen über die „Spielregeln“ und Rituale fanden vielfach Eingang in seine 1996 veröffentlichte Biographie Ottos III. Das Individuum trat dadurch aber stark in den Hintergrund. Althoff äußerte sich skeptisch darüber, mittelalterliche Herrscher in ihrer Individualität erfassen zu können. Er wollte mit seiner Biographie vielmehr „eine quellenorientierte Beschreibung der Rahmenbedingungen von Königsherrschaft am Beispiel Ottos III.“ liefern. Diese Vorgehensweise wurde in der Fachwelt durchaus kritisch aufgenommen. Rudolf Schieffer stellte fest, Althoff habe Otto III. einer radikalen „Abmagerungskur“ unterzogen. Michael Borgolte kritisierte, nach Althoffs Darlegungen seien die ottonischen Herrscher „in Normen und Ritualen verfangen“ gewesen, bei dieser Sichtweise verlören sie ihre Persönlichkeit. Eine ähnliche Kritik übte auch Franz-Reiner Erkens.
Die Ritualforschung wurde unter anderem von Philippe Buc kritisiert. Er sprach sich gegen die Übernahme sozialwissenschaftlicher und anthropologischer Theorien des 20. Jahrhunderts zur Interpretation frühmittelalterlicher Quellenerzählungen aus. Er sah Rituale als absichtsvolle Konstruktionen mit unüberprüfbarem Realitätsgehalt an. Buc forderte, den jeweiligen Zusammenhang der Quelle und die Intentionen des Autors stärker zu berücksichtigen. Das neuzeitliche Ritualkonzept sei unzureichend zum Verständnis frühmittelalterlicher Quellen.

### Ottonische Geschichtsschreibung
Ein weiterer Schwerpunkt Althoffs ist der Quellenwert der ottonischen Historiographie. Ähnlich wie Johannes Fried setzte sich Althoff anhand der ottonischen Geschichtsschreibung mit dem verformenden Einfluss der Mündlichkeit auf die Schriftlichkeit auseinander. Nach Fried sind diese Verformungen so stark, dass das den Quellenaussagen zugrundeliegende Geschehen „mit der tatsächlichen Geschichte nie identisch“ ist. Die Sachsengeschichte Widukinds von Corvey, des bedeutendsten ottonischen Geschichtsschreibers, ist für Fried ein „fehlergesättigtes Konstrukt“. Althoff weist im Gegensatz zu Fried der ottonischen Geschichtsschreibung einen besonders hohen Quellenwert zu. Er hält Widukind für vertrauenswürdig. Die Sachsengeschichte habe einen besonderen Widmungsanlass: Widukind widmete sein Werk Mathilde, der Tochter Ottos des Großen. Das 12- oder 13-jährige Mädchen war 968 das einzige Mitglied des Kaiserhauses nördlich der Alpen. In dieser Situation sei Widukinds Werk geeignet gewesen, „die junge Kaisertochter Mathilde politikfähig zu machen“. Mathilde konnte dem Text entnehmen, mit welchen Männern sie umzugehen hatte, welche Geschichte die führenden Familien hatten und welche Konflikte sie mit den Ottonen ausgetragen hatten. Diese didaktische Funktion erkläre auch die Gewichtungen des Werkes und die Auslassungen (Zusammenfassung der Italienpolitik in einem Kapitel, keine Erwähnung der Missionspolitik im Osten und der Vorgänge bei der Gründung des Erzbistums Magdeburg). Althoffs Fazit lautet daher: „Der Kronzeuge ist vertrauenswürdig.“ In der ottonischen Geschichtsschreibung war die Freiheit der Veränderung nach Althoff eng begrenzt, sobald es um Sachverhalte ging, an denen die Mächtigen ein aktuelles Interesse hatten. Beliebige Abwandlungen waren daher nicht möglich. Die Erwartungen der Mächtigen führten freilich auch zu Schönfärbereien und Idealisierungen. Althoff fragte nach den Schreibanlässen und Darstellungsabsichten historiographischer Werke und lieferte Belege für „einen Zusammenhang zwischen aktuellen Problemen der jeweiligen Gegenwart und Darstellungsabsichten von Autoren“. Es waren oft Krisensituationen, die geistliche Institutionen dazu bewogen, Hagiographie und Historiographie zu verfassen. Die zahlreichen Anekdoten, Träume und Visionen, die häufig von ottonischen Geschichtsschreibern erwähnt werden, hätten einen argumentativen Kern, mit dem Kritik an den Mächtigen geübt worden sei. An der Geschichtsschreibung der Klöster Quedlinburg und Gandersheim zeigte Althoff, dass die beiden geistlichen Institutionen unverhohlen Herrscherkritik äußerten, wenn der Herrscher sich nicht um die Belange der Klöster kümmerte. Althoff konnte außerdem aus neuen Forschungserkenntnissen, wie etwa denen der Memorialüberlieferung und der Konfliktforschung, die grundsätzlichen Akzente der ottonischen Historiographie bestätigen.

## Kontroversen mit Johannes Fried

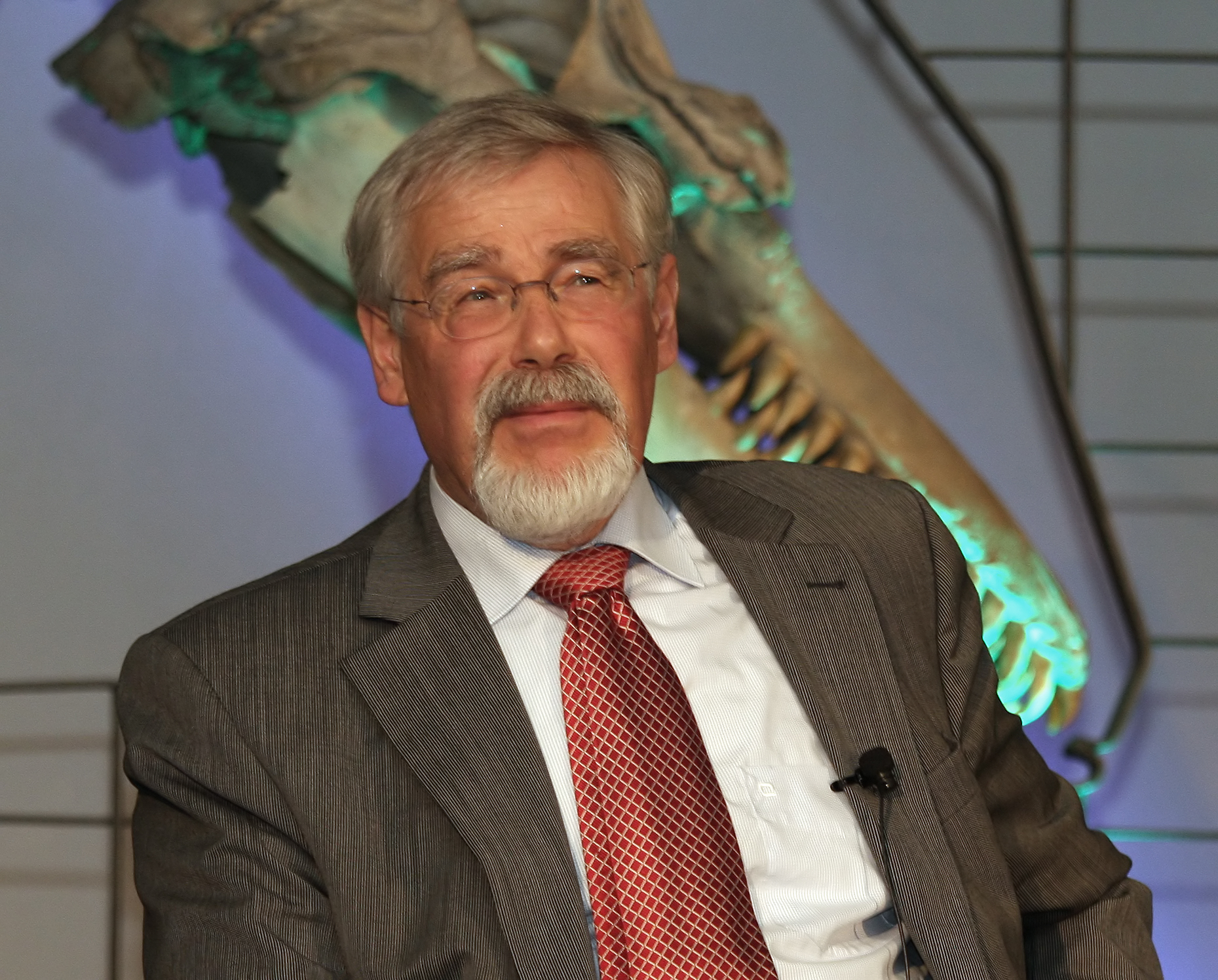
Johannes Fried im Jahr 2009

Neben der Kontroverse über den Quellenwert der ottonischen Geschichtsschreibung löste Althoffs 1995 in der Historischen Zeitschrift erschienene Rezension von Frieds Darstellung Der Weg in die Geschichte (1994) einen Streit über die Phantasie in der Arbeit des Historikers aus. Dabei stellte Althoff die Wissenschaftlichkeit des rezensierten Buches in Frage. Er kritisierte Frieds „Hang zu überpointierter Wertung“ und empfand den Stil als „ausgesprochen suggestiv“. Fried mache nicht deutlich, wo die Spekulationen anfingen und was „phantasievolle Ausschmückung“ sei. Ein weiterer gewichtiger Einwand ergebe sich aus Frieds Neigung, von „Fakten auf Motive“ zu schließen. Fried neige auch dazu, Erklärungen zu setzen, die durch keinerlei Quellen gedeckt seien. Durch die fehlende Nachprüfbarkeit gerade in quellenarmen Zeiten verletze Fried eine Grundbedingung von Wissenschaftlichkeit. Fried wies diese Kritik noch in derselben Ausgabe der Historischen Zeitschrift zurück. Seiner Entgegnung zufolge hatte Althoff „Zitate aus dem Zusammenhang“ gerissen und ihm Äußerungen angedichtet, die er in seinem Buch nicht gemacht habe. Althoff bringe selbst nur Hypothesen und keine gesicherten Ergebnisse. Er lasse nur eigene Deutungen gelten („Althoffiana“) und akzeptiere keine anderen Standpunkte. Kritik von anderen Historikern an Frieds Buch gab es kaum. Peter Moraw, Franz-Reiner Erkens und Arnold Esch unterstützten Frieds Darstellung. Hanna Vollrath würdigte das Buch als „Geschichtsschreibung im besten Sinne“. Michael Borgolte beurteilte es als ein „Werk moderner und postmoderner Geschichtsschreibung zugleich“ und als „das repräsentative Werk der Mittelalterhistorie unserer Zeit“.
Auf offene Ablehnung stießen bei Althoff auch Frieds Ausführungen über eine Königserhebung des Piasten Bolesław I. im Akt von Gnesen. Fried stellte 1989 die These auf, dass in Gnesen eine auf den weltlichen Akt beschränkte Königserhebung stattgefunden habe. Althoff entgegnete in seiner 1996 veröffentlichten Biographie Ottos III., Bolesław sei in Gnesen mit dem Aufsetzen der Krone auf besonders ehrenvolle Weise als amicus im Rahmen eines Freundschaftsbündnisses von Otto III. ausgezeichnet worden. Die überlieferten Akte – Übergabe von Geschenken und Demonstration der Einheit durch ein mehrtägiges Gelage – seien bei frühmittelalterlichen amicitiae üblich gewesen. Ein weiterer Streit entstand durch Frieds Neudeutung (2008) der Ereignisse von Canossa; er wurde auch in der Frankfurter Allgemeinen Zeitung ausgetragen. Althoff widersprach Frieds Interpretation von einem Friedensvertrag zwischen Heinrich IV. und Gregor VII. in Canossa. Frieds Ansicht basiere „auf Missverständnissen und selektiver Auswahl der Überlieferung“. Auch bei anderen Historikern stieß Frieds Neudeutung auf Kritik. Daraufhin legte er seine Ansichten nochmals in ausführlicherer Form als „Streitschrift“ dar und bezog gegen Althoff Stellung. Seinen Kontrahenten Althoff zitierte Fried ohne Namen, nur als DAMALS-Autor. Althoff widersprach 2014 Frieds Annahme eines politischen Friedensbündnisses in Canossa erneut. Althoff sammelte Belege für ein neues Amtsverständnis Papst Gregors VII. Nach den neuen Geltungsansprüchen war ihm der König zu absolutem Gehorsam verpflichtet. Bei Ungehorsam war er als Häretiker aus der Gemeinschaft der Gläubigen auszuschließen. Diese Politik des Papstes gegenüber dem König und auch den Fürsten schließe nach Althoff ein zwischenzeitliches politisches Friedensbündnis mit Heinrich unter Täuschung der Fürsten aus.

## Wissenschaftliche Nachwirkung
Althoff hatte mit seiner Analyse der Konflikte innerhalb der Herrschaftsverbände, seinen Beobachtungen über das politische Gewicht sozialer Bindungen im Hochmittelalter, der Erforschung der Rituale und seinen Ausführungen über die Bedeutung von Beratung als politischem Vorgang wesentlichen Anteil an der Neubewertung des hochmittelalterlichen Königtums, die in der Forschung seit den 1980er Jahren einsetzte. Nach David A. Warner (2001) gehören Rituale und Zeremonien zum „mainstream of virtually every area of historical scholarship“ (deutsch: Hauptrichtung in nahezu allen Bereichen der Geschichtswissenschaft). Nach einem Handbuch von Hans-Werner Goetz (2003) war frühmittelalterliche Königsherrschaft vor allem durch Rituale und Herrschaftsrepräsentation geprägt. In den letzten Jahren entstanden eine ganze Reihe von Arbeiten, die Prozessionen, Herrschereinzüge und -begegnungen, das Bestattungszeremoniell und andere ritualisierte Handlungsabläufe untersuchten.
Sein Konzept der „Spielregeln“ vormoderner Politik wurde von einigen Historikern für das Papsttum und die Kurie aufgegriffen. Wolfgang Reinhard fragte nach „den Spielregeln des Verhaltens politischer Personen [...] im frühen 17. Jahrhundert“. Nach Franz-Josef Felten unterschieden sich die „Spielregeln“ an der Kurie des 14. Jahrhunderts von weltlichen Höfen. Am Papsthof wurde beispielsweise „mehr geredet als gezeigt“, weshalb „divergierende Meinungen durchaus öffentlich sicht- und hörbar“ waren. Ein 2019 von Georg Strack und Jessika Nowak herausgegebener Sammelband untersuchte die Brauchbarkeit des Spielregeln-Konzepts für den Papsthof.
Althoffs Spielregel-Begriff wurde in der deutschen Mittelalterforschung nicht nur disziplinübergreifend aufgegriffen, sondern er wird auch in der angelsächsischen und französischen Mediävistik verwendet und diskutiert. Aufsätze von Althoff fanden den Weg in amerikanische Standardwerke. Seine Monographien Verwandte, Freunde und Getreue. Zum politischen Stellenwert der Gruppenbindungen im früheren Mittelalter (2004) und Otto III. (2010) wurden ins Englische übersetzt. In der mediävistischen Literaturwissenschaft wurden seine Forschungen positiv aufgenommen. Sie intensivierten den Dialog zwischen Literaturhistorikern und Historikern über historische Quellen und literarische Texte des Mittelalters. Seine Forschungen über die Rituale und Symbole, Konfliktführung und Spielregeln bildeten auch den Ausgangspunkt von zahlreichen Untersuchungen in der mediävistischen Literaturwissenschaft. Bei den Rechtshistorikern hingegen stieß Althoff mit seinen Ansichten zur Relativierung der Bedeutung von Recht, Gericht und Urteil auf teilweise heftigen Widerspruch.
Althoffs Schüler behielten die thematischen Schwerpunkte mittelalterliche Herrschaftsrepräsentation, symbolische Kommunikation und Konflikte bei. Seine Ausführungen wurden zur Deutung von Konflikten späterer Jahrhunderte herangezogen. Monika Suchan (1997) untersuchte anhand der Althoffschen „Spielregeln“ den Investiturstreit. Hermann Kamp erforschte über das gesamte Mittelalter die Rolle der Vermittler bei der Konfliktbeilegung. Steffen Krieb (2000) befasste sich mit den Konfliktregelungen im 1198 ausgebrochenen „deutschen“ Thronstreit. Claudia Garnier wählte als Arbeitsschwerpunkte die politische Netzwerkbildung im ausgehenden Mittelalter sowie die Konfliktbeilegung und Schiedsgerichtsbarkeit. Sie untersuchte die Auswirkungen der wachsenden Schriftlichkeit auf die Spielregeln. Seit dem 12. Jahrhundert nahmen schriftlich fixierte Verträge zu. Die Schrift ersetzte aber die symbolischen Handlungen nicht, sondern ergänzte sie um Details, die symbolisch nicht auszudrücken waren. Außerdem befasste sich Garnier mit der Geschichte der politischen Bitte. Dabei berücksichtigte sie sowohl die „Spielregeln“ als auch die Rolle der Bitten in der politischen Kommunikation zwischen Herrschern und Führungsschichten. Christiane Witthöft wurde 2002 über Formen symbolischer Kommunikation in der Historiographie und Literatur des Spätmittelalters promoviert. Theo Broekmann (2005) erforschte den Einsatz von Ritualen zur Regelung von Konflikten zwischen König und Adel im Königreich Sizilien. Er konnte zeigen, dass die Verpflichtung eines Königs nördlich der Alpen auf die christlichen Herrschertugenden der clementia (Milde) und misericordia (Barmherzigkeit) für den Umgang mit besiegten Rebellen in Sizilien keine Rolle spielte. Vielmehr traten in der Stauferzeit bedingt durch normannische Traditionen in der Konfliktführung Strenge, Härte und Gerechtigkeitssinn in den Vordergrund.

## Schriften (Auswahl)
Editionen
- Das Necrolog von Borghorst. Edition und Untersuchung (= Westfälische Gedenkbücher und Nekrologien. Band 1). Aschendorff, Münster 1978, ISBN 3-402-05998-3.
- mit Joachim Wollasch: Die Totenbücher von Merseburg, Magdeburg und Lüneburg (= Monumenta Germaniae Historica. Antiquitates. Band 4, Libri memoriales et Necrologia, Nova Series. Band 2). Hahn, Hannover 1983, ISBN 3-7752-5142-1.

Monografien
- Adels- und Königsfamilien im Spiegel ihrer Memorialüberlieferung. Studien zum Totengedenken der Billunger und Ottonen (= Münstersche Mittelalter-Schriften. Band 47). Fink, München 1984, ISBN 3-7705-2267-2 (Digitalisat).
- mit Hagen Keller: Heinrich I. und Otto der Große. Neubeginn auf karolingischem Erbe (= Persönlichkeit und Geschichte. Biographische Reihe. Band 122–125). Muster-Schmidt, Göttingen u. a. 1985, ISBN 3-7881-0122-9.
- Verwandte, Freunde und Getreue. Zum politischen Stellenwert der Gruppenbindungen im früheren Mittelalter. Wissenschaftliche Buchgesellschaft, Darmstadt 1990, ISBN 3-534-04125-9.
- Amicitiae und Pacta. Bündnis, Einung, Politik und Gebetsgedenken im beginnenden 10. Jahrhundert (= Monumenta Germaniae historica. Band 37). Hahn, Hannover 1992, ISBN 3-7752-5437-4.
- Otto III. (= Gestalten des Mittelalters und der Renaissance). Wissenschaftliche Buchgesellschaft, Darmstadt 1996, ISBN 3-534-11274-1.
- Die Macht der Rituale. Symbolik und Herrschaft im Mittelalter. 2., mit einem neuen Vorwort versehene Auflage. Wissenschaftliche Buchgesellschaft, Darmstadt 2013, ISBN 978-3-534-25081-3.
- Inszenierte Herrschaft. Geschichtsschreibung und politisches Handeln im Mittelalter. Wissenschaftliche Buchgesellschaft, Darmstadt 2003, ISBN 3-534-17247-7.
- Heinrich IV. (= Gestalten des Mittelalters und der Renaissance). 3., unveränderte Auflage, Wissenschaftliche Buchgesellschaft, Darmstadt 2012, ISBN 978-3-534-24895-7.
- mit Hagen Keller: Die Zeit der späten Karolinger und der Ottonen: Krisen und Konsolidierungen 888–1024 (= Gebhardt. Handbuch der deutschen Geschichte. Band 3). 10., völlig neu bearbeitete Auflage. Klett-Cotta, Stuttgart 2008, ISBN 978-3-608-60003-2.
- mit Christel Meier: Ironie im Mittelalter. Hermeneutik – Dichtung – Politik. Wissenschaftliche Buchgesellschaft, Darmstadt 2011, ISBN 978-3-534-21624-6.
- „Selig sind, die Verfolgung ausüben“. Päpste und Gewalt im Hochmittelalter. Wissenschaftliche Buchgesellschaft, Darmstadt 2013, ISBN 978-3-534-24711-0.
- Die Ottonen. Königsherrschaft ohne Staat. 3. durchgesehene Auflage. Kohlhammer, Stuttgart u. a. 2013, ISBN 978-3-17-022443-8.
- Kontrolle der Macht. Formen und Regeln politischer Beratung im Mittelalter. Wissenschaftliche Buchgesellschaft, Darmstadt 2016, ISBN 3-534-26784-2.
- Königin Mathilde († 968). Ihr Leben als Braut, Ehefrau, Witwe und ihre eigenartigen Lebensbeschreibungen (= Beiträge zur Stadtgeschichte. Band 11). Verlag für Regionalgeschichte, Bielefeld 2018, ISBN 3-7395-1081-1.
- Gott belohnt, Gott straft. Religiöse Kategorien der Geschichtsdeutung im Frühen und Hohen Mittelalter. wbg Academic, Darmstadt 2022, ISBN 978-3-534-27431-4.

Aufsatzsammlungen
- Rules and rituals in medieval power games. A German perspective. Brill, Leiden u. a. 2020, ISBN 978-90-04-40848-7.
- Spielregeln der Politik im Mittelalter. Kommunikation in Frieden und Fehde. 2., um ein Nachwort ergänzte Auflage. Wissenschaftliche Buchgesellschaft, Darmstadt 2014, ISBN 978-3-534-73824-3.

Herausgeberschaften
- Die Deutschen und ihr Mittelalter. Themen und Funktionen moderner Geschichtsbilder vom Mittelalter. Wissenschaftliche Buchgesellschaft, Darmstadt 1992, ISBN 3-534-10997-X.
- mit Ernst Schubert: Herrschaftsrepräsentation im ottonischen Sachsen (= Vorträge und Forschungen. Band 46). Thorbecke, Sigmaringen 1999, ISBN 3-7995-6646-5 (Digitalisat).
- Heinrich IV. (= Vorträge und Forschungen. Band 69). Thorbecke, Ostfildern 2009, ISBN 3-7995-6869-7 (Digitalisat).